# YOKOHAMA Twilight Time
「YOKOHAMA Twilight Time」（ヨコハマ・トワイライト・タイム）は、1981年6月21日に発売された角松敏生通算1作目のシングル。

## 解説
デビュー・シングルの本作は、アルバム『SEA BREEZE』と同日発売。
「YOKOHAMA Twilight Time」はアルバム『SEA BREEZE』収録曲。後にベスト・アルバム『1981-1987』にボーカルのリテイクと、バック・トラックの演奏楽器が一部差し替えられたリテイク・ヴァージョンで収録。さらに2001年リリースのデビュー20周年記念シングル「心配/YOKOHAMA Twilight Time」には、当時のミュージシャンで再録された「20th Anniversary Version」として、セルフ・アレンジによる完全リテイク・ヴァージョンが収録された。
カップリング曲「Summer Moments」はアルバム未収録曲。後に『1981-1987』にボーカルおよび演奏楽器の一部が差し替えられたリテイク・ヴァージョンで収録された。角松によれば、いわゆる“ウレセン”を狙っていたようにも思え、歌詞の稚拙さは笑えるが、逆に新鮮にも思えるという。

## アートワーク、パッケージ
ジャケット写真は神奈川県葉山町の洋菓子店「パティスリー・ラ・マーレ・ド・チャヤ」のオープン・テラスにて撮影された。同一カットがアルバム『SEA BREEZE』のジャケットにも使われたほか、デビュー・シングルと同時期に制作されたプロモーション・シングル「Still I'm In Love With You/Dancing Shower」に別カットが使用された。シングル「心配/YOKOHAMA Twilight Time」のジャケットには、20年後に同所で撮影された角松の写真が使われた。
ジャケット裏面には両曲の歌詞のほか、アルバム『SEA BREEZE』の発売告知が記載されている。

## 収録曲

### Side 1
1. YOKOHAMA Twilight Time  –  (5:14)
角松敏生 作詞 · 作曲 / 志熊研三 編曲

### Side 2
1. Summer Moments  –  (3:31)
角松敏生 作詞 · 作曲 / 松原正樹 編曲

## クレジット
- 担当ディレクター：岡村右